# Фосалато (Венеција)
Фосалато (итал. Fossalato) је насеље у Италији у округу Венеција, региону Венето.
Према процени из 2011. у насељу је живело 90 становника. Насеље се налази на надморској висини од 4 м.